# Quinton Flynn
Quinton Joseph Flynn (conhecido por amigos e colegas como "Q") (nascido 10 de outubro de 1964 em Cleveland, Ohio), é um ator, dublador e roteirista estadunidense.
Ele é melhor conhecido por suas dublagens de personagens de jogos eletrônicos como Raiden em Metal Gear Solid 2: Sons of Liberty , Metal Gear Solid 4: Guns of the Patriots e Metal Gear Rising: Revengeance. Também interpretou a personagem Croix em La Pucelle: Tactics, Axel em Kingdom Hearts II, Myifee em 99 Nights, e mais recentemente como Henry em No More Heroes. Ele também pode ser ouvido no jogo de estratégia Command and Conquer: Generals como o Hum-vee, Missile Defender, Pathfinder, Raptor e a unidade U.S. Pilot. Também dubla o Silver da série Sonic The Hedgehog, e também é frequentemente um ator da série em stop-motion Robot Chicken e a série Crash Bandicoot. Seu irmão mais novo, Bart Flynn, também é um dublador e ambos os já dublaram personagens de As Terríveis Aventuras de Billy e Mandy.
Quinton também pode ser ouvido como a voz do famoso elfo de World of Warcraft Kael'thas sunstrider.